# ألكسندر إيفوش
ألكسندر إيفوش (مواليد 28 يونيو 1931) هو لاعب كرة قدم. يلعب مع منتخب يوغوسلافيا لكرة القدم. سبق له أن لعب في كأس العالم لكرة القدم مع منتخب بلاده.

## روابط خارجية
- ألكسندر إيفوش على موقع الاتحاد الدولي (مؤرشف)  (الإنجليزية)
- ألكسندر إيفوش على موقع قاعدة بيانات كرة القدم.إي يو (الإنجليزية)
- ألكسندر إيفوش على موقع بيانات كرة القدم. دي إي (الألمانية)
- ألكسندر إيفوش على موقع ناشيونال فوتبول تيمز (الإنجليزية)
- ألكسندر إيفوش على موقع Soccerway.com (الإنجليزية)
- ألكسندر إيفوش على موقع عالم كرة القدم.نت (الإنجليزية)